# IC 5054
IC 5054 је спирална галаксија у сазвјежђу Паун која се налази на листи објеката дубоког неба у Индекс каталогу.
Деклинација објекта је - 71° 1' 29" а ректасцензија 20h 53m 45,2s. Привидна величина (магнитуда) објекта IC 5054 износи 13,0 а фотографска магнитуда 13,9. Налази се на удаљености од 71,857 милиона парсека од Сунца. IC 5054 је још познат и под ознакама ESO 74-19, AM 2048-711, IRAS 20489-7112, PGC 65665.